# سيليانو
سيليانو هي بلدية في مقاطعة فرشيلي التابعة لإقليم بييمونتي الإيطالي، تقع على بعد حوالي 35 كيلومتر (22 ميل) إلى الشمال الشرقي من مدينة تورينو وحوالي 30 كيلومتر (19 ميل) إلى الغرب من فيرتشيلي.

## السكان
في سنة 1861 بلغ عدد السكان 5٬669 نسمة، وتطور العدد ليصل في سنة 2011 لـ 4٬547 نسمة.
يظهر هذا المخطط البياني تطور النمو السكاني لـ سيليانو

## وصلات خارجية
- الموقع الرسمي